# Coelophrys
Genre
Coelophrys est un genre de poissons benthiques de la famille des Ogcocephalidés, communément appelés Poisson chauve-souris.

## Liste des espèces
- Coelophrys arca Smith & Radcliffe, 1912.
- Coelophrys bradburyae Endo & Shinohara, 1999.
- Coelophrys brevicaudata Brauer, 1902.
- Coelophrys brevipes Smith & Radcliffe, 1912.
- Coelophrys mollis Smith & Radcliffe, 1912.
- Coelophrys oblonga Smith & Radcliffe, 1912.